# イ・ソニ
イ・ソニ（이선희、1964年11月11日 - ）は、韓国忠清南道保寧市出身の歌手。本貫は韓山李氏。
1984年にデビューし、多くのヒット曲を輩出した。イ・ソンヒとも表記される。

## 経緯
1984年、大学の先輩であるイム・ソンギュンとの男女混声ユニット、4幕5場として出場した第5回MBC河辺歌謡祭において「Jへ（J에게）」で大賞を受賞し大きな関心をあつめてソロ歌手としてデビュー。11月にはKBS歌謡トップ10で同曲が5週連続1位を獲得する。年末には、KBS歌謡大賞新人賞、MBC10大歌手歌謡祭新人賞・10大歌手・最高人気歌謡と史上初の3冠を受賞する。
翌年の1985年には、1枚目のアルバム「ああ！昔よ（아!옛날이여）」を発表する。タイトル曲を含む7曲をトップ10入りさせる。年末に発表した2枚目のアルバム「秋の風（갈바람）」もヒットさせ、ゴールデンディスク賞、KBS歌謡大賞・歌手賞、MBC10大歌手歌謡祭・歌手賞を受賞。
1986年に発表した3枚目のアルバム「知りたい（알고싶어요）」は、KBS歌謡トップ10では自身2度目の5週連続1位の獲得を始め、1ヶ月放送回数107回、MBCラジオ音楽チャートで15週1位の記録を作った。
1988年、4枚目のアルバム「愛が散るこの席（사랑이 지는 이자리）」を発表。このアルバムの収録曲である「私はいつもあなたのことを（나항상 그대를）」で自身3度目のKBS歌謡トップ10での5週連続1位を達成。また、韓国でロックの父と呼ばれるシン・ジュンヒョンが1972年に歌った「美しい江山（아름다운 강산）」をカバーし爆発的な歌唱力で人気を博す。
1991年にはソウル特別市議会議員選挙で最年少当選を果たした。
2004年、イ・スンギを発掘しボーカルレッスンを担当しデビューさせた。その後、アメリカへ留学。2009年に帰国し国内での活動を再開させた。2010年には、僕の彼女は九尾狐の挿入歌を担当し話題になる。

## ディスコグラフィ
- 1集「ああ！昔よ（아!옛날이여）」（1985年）
  - 「Jへ（J에게）」、「葛藤（갈등）」、「少女の祈り（소녀의 기도）」
- 2集「秋の風（갈바람）」（1985年）
  - 「大丈夫（괜찮아）」、「恋人の涙（연인의 눈물）」
- 3集「知りたい（알고싶어요）」（1986年）
- 4集「愛が散るこの席（사랑이 지는 이자리）」（1988年）
  - 「私はいつもあなたのことを（나항상 그대를）」、「美しい江山（아름다운 강산）」
- 5集「ひとしきり笑いで（한바탕 웃음으로）」（1989年）
  - 「私の町（나의 거리）」
- 6集「思い出のページをめくれば（추억의 책장을 넘기면）」（1990年）
- 7集「君が僕を愛しなら（그대가 나를 사랑하신다면」（1991年）
- 8集「木の葉の舟（조각배）」（1992年）
- 9集「一輪の菊（한송이 국화）」（1994年）
- 10集「FIRST LOVE」（1996年）
- 11集「Dream of Ruby」（1998年）
- 12集「My Life + Best」（2001年）
- 13集「思春期（사춘기）」（2005年）
- 14集「愛よ（사랑아）」（2009年）
- 15集「その中であなたと出会う（그중에 그대를 만나）」（2014年）

## 受賞歴

### 音楽賞
- 第5回MBC川辺歌謡祭・大賞（1984年）
- MBC10大歌手歌謡祭・新人賞（1984）
- MBC10大歌手歌謡祭・10大歌手賞（1984年）
- MBC10大歌手歌謡祭・最高人気歌手賞(1984年)
- KBS歌謡大賞・新人賞（1984年）
- MBC10大歌手歌謡祭・10大歌手賞（1985年）
- KBS歌謡大賞・歌手賞（1985年）
- MBC10大歌手歌謡祭・10大歌手賞（1986年）
- KBS歌謡大賞・歌手賞（1986年）
- ゴールデンディスク賞・歌手賞（1986年）
- MBC10大歌手歌謡祭・10大歌手賞（1987年）
- KBS歌謡大賞・歌手賞（1987年）
- ゴールデンディスク賞・歌手賞（1987年）
- MBC10大歌手歌謡祭・10大歌手賞（1988年）
- KBS歌謡大賞・歌手賞（1988年）
- ゴールデンディスク賞・歌手賞（1988年）
- MBC10大歌手歌謡祭・10大歌手賞（1989年）
- KBS歌謡大賞・歌手賞（1989年）
- ゴールデンディスク賞・歌手賞（1989年）
- MBC10大歌手歌謡祭・10大歌手賞（1990年）
- KBS歌謡大賞・歌手賞（1990年）
- ゴールデンディスク賞・歌手賞（1990年）
- KBS歌謡大賞・歌手賞（1994年）
- KBS歌謡大賞・歌手賞（1995年）
- KBS歌謡大賞・歌手賞（1996年）
- 百想芸術大賞・人気賞（1999年）
- MBC10大歌手歌謡祭・10大歌手賞（2001年）
- 大韓民国大衆文化芸術賞国務総理賞（2010年）
- 第10回ゴールデンチケットアワード公演部門・国内コンサート（イ・ソニ30周年記念コンサート）（2015年）

### 歌謡番組1位獲得楽曲
| 年     | 番組 |
| ------ | --- |
| 1984年 | - Jへ（J에게） - 11月25日 KBS歌謡トップ10 1位 - 12月2日 KBS歌謡トップ10 1位 - 12月9日 KBS歌謡トップ10 1位 - 12月16日 KBS歌謡トップ10 1位 |
| 1985年 | - Jへ（J에게） - 1月6日 KBS歌謡トップ10 1位 （5週連続、ゴールデンカップ） |
| 1986年 | - 秋の風（갈바람） - 3月5日 KBS歌謡トップ10 1位 - 3月12日 KBS歌謡トップ10 1位 (2週連続) |
| 1987年 | - 知りたい（알고싶어요） - 4月1日 KBS歌謡トップ10 1位 - 4月8日 KBS歌謡トップ10 1位 - 4月15日 KBS歌謡トップ10 1位 - 4月22日 KBS歌謡トップ10 1位 - 4月29日 KBS歌謡トップ10 1位 （5週連続、ゴールデンカップ）                                               |
| 1988年 | - 私はいつもあなたのことを（나항상 그대를） - 5月11日 KBS歌謡トップ10 1位 - 5月18日 KBS歌謡トップ10 1位 - 5月25日 KBS歌謡トップ10 1位 - 6月1日 KBS歌謡トップ10 1位 - 6月8日 KBS歌謡トップ10 1位 （5週連続、ゴールデンカップ）                            |
| 1989年 | - 私の町（나의 거리） - 8月20日 KBS歌謡トップ10 1位 - 8月27日 KBS歌謡トップ10 1位 - 9月3日 KBS歌謡トップ10 1位 - 9月10日 KBS歌謡トップ10 1位 - 9月17日 KBS歌謡トップ10 1位 （5週連続、ゴールデンカップ） - 10月30日 MBCショーネットワーク 1位（通算1週） |
| 1990年 | - ひとしきり笑いで（한바탕 웃음으로） - 2月4日 KBS歌謡トップ10 1位 - 2月11日 KBS歌謡トップ10 1位 - 2月18日 KBS歌謡トップ10 1位 (3週連続) |
| 1991年 | - 思い出のページをめくれば（추억의 책장을 넘기면） - 2月8日 MBCあなたの人気歌謡 1位 - 2月22日 MBCあなたの人気歌謡 1位（2週連続） - 4月21日 KBS歌謡トップ10 1位（通算1週）                                                                                |